# Calea
Calea är ett släkte av korgblommiga växter. Calea ingår i familjen korgblommiga växter.

## Bildgalleri

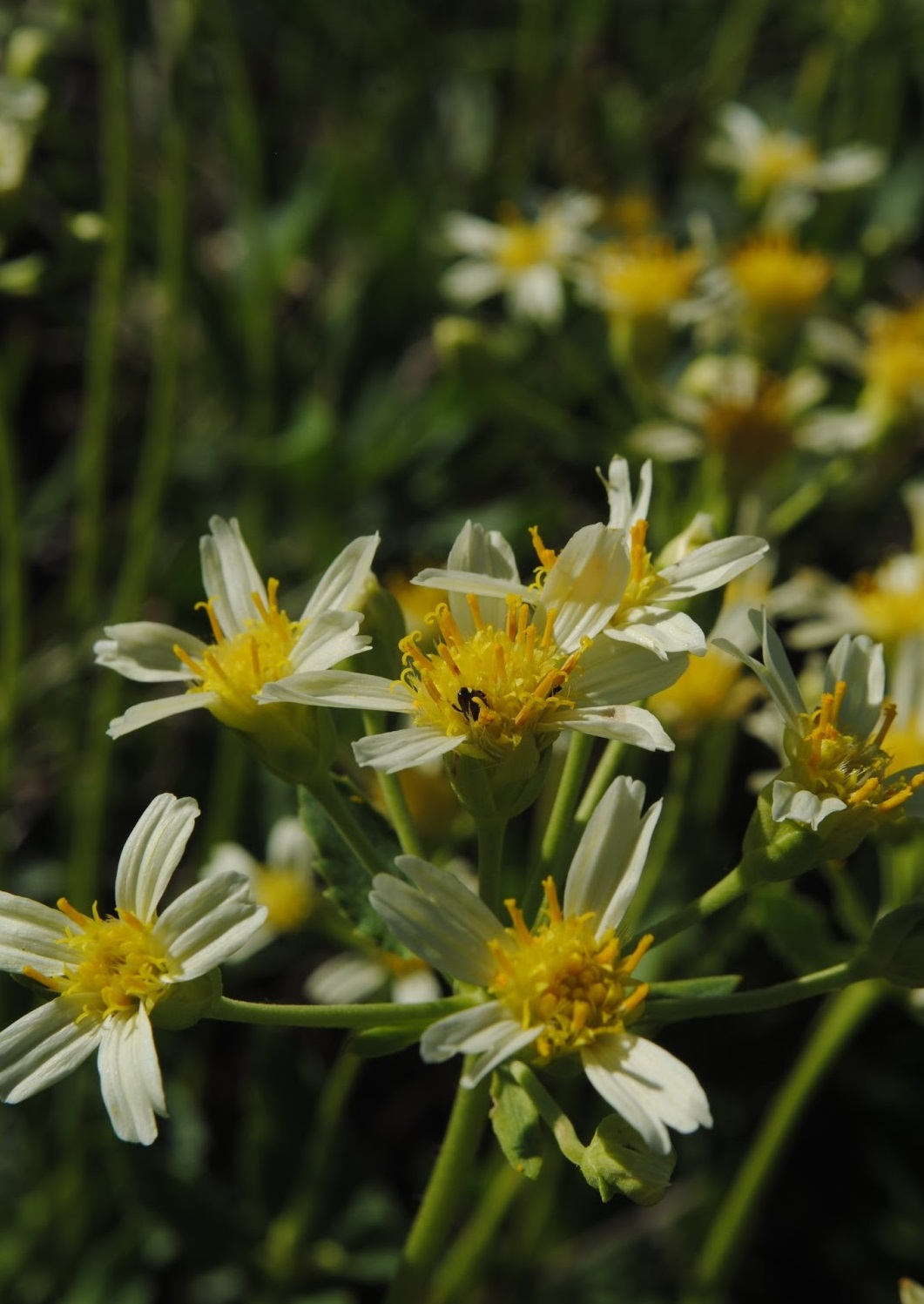
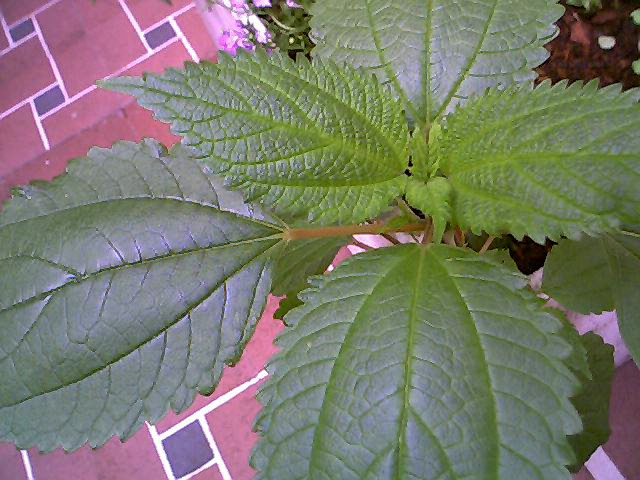

## Dottertaxa tillCalea, i alfabetisk ordning[1]
- Calea abbreviata
- Calea abelioides
- Calea acaulis
- Calea angosturana
- Calea angusta
- Calea annua
- Calea anomala
- Calea asclepiaefolia
- Calea bahiensis
- Calea bakeriana
- Calea barrosoana
- Calea berteriana
- Calea bipontinii
- Calea brachiata
- Calea brevifolia
- Calea brittoniana
- Calea bucaramangensis
- Calea caleoides
- Calea camani
- Calea camargoana
- Calea camporum
- Calea candolleana
- Calea chapadensis
- Calea chocoensis
- Calea chodatii
- Calea clausseniana
- Calea clematidea
- Calea colombiana
- Calea coriacea
- Calea coronopifolia
- Calea crassifolia
- Calea crenata
- Calea crocinervosa
- Calea cuneifolia
- Calea cymosa
- Calea dalyi
- Calea densiflora
- Calea divaricata
- Calea divergens
- Calea elongata
- Calea esposi
- Calea ferruginea
- Calea fluviatilis
- Calea formosa
- Calea fruticosa
- Calea gardneriana
- Calea gargantae
- Calea gentianoides
- Calea glabra
- Calea glabrata
- Calea glomerata
- Calea graminifolia
- Calea grazielae
- Calea harleyi
- Calea harlingii
- Calea hassleriana
- Calea hatschbachii
- Calea heteropappa
- Calea huigrensis
- Calea hymenolepis
- Calea hypericifolia
- Calea ilienii
- Calea intermedia
- Calea irwinii
- Calea jamaicensis
- Calea jelskii
- Calea kingii
- Calea kirkbridei
- Calea kristiniae
- Calea kunhardtii
- Calea lantanoides
- Calea lemmatioides
- Calea leontophthalmum
- Calea lindenii
- Calea linearifolia
- Calea longifolia
- Calea longipedicellata
- Calea lucida
- Calea lucidivenia
- Calea lutea
- Calea marginata
- Calea martiana
- Calea mediterranea
- Calea megacephala
- Calea melissifolia
- Calea microphylla
- Calea monocephala
- Calea montana
- Calea morii
- Calea multiplinervia
- Calea myrtifolia
- Calea nana
- Calea neblinensis
- Calea nematophylla
- Calea nervosa
- Calea nitida
- Calea oaxacana
- Calea oliveri
- Calea orbiculata
- Calea oxylepis
- Calea pachensis
- Calea papposa
- Calea parvifolia
- Calea perijaensis
- Calea perimbricata
- Calea peruviana
- Calea phelpsiae
- Calea phyllolepis
- Calea pilosa
- Calea pinheiroi
- Calea pinnatifida
- Calea pohliana
- Calea politii
- Calea polycephala
- Calea prunifolia
- Calea punctata
- Calea purpurea
- Calea quadrifolia
- Calea ramosissima
- Calea reticulata
- Calea rhombifolia
- Calea robinsoniana
- Calea rojasiana
- Calea rotundifolia
- Calea rupicola
- Calea saxatilis
- Calea semirii
- Calea senecioides
- Calea septuplinervia
- Calea serrata
- Calea sessiliflora
- Calea sickii
- Calea sipapoana
- Calea sodiroi
- Calea solidaginea
- Calea stenophylla
- Calea subcordata
- Calea sublantanoides
- Calea szyszylowiczii
- Calea ternifolia
- Calea teucriifolia
- Calea tolimana
- Calea triantha
- Calea tricephala
- Calea tridactylita
- Calea trujilloi
- Calea ulei
- Calea umbellulata
- Calea uniflora
- Calea urticifolia
- Calea wedelioides
- Calea verticillata
- Calea villosa
- Calea yuruparina
- Calea zacatechichi